# Theaitétosz (dialógus)

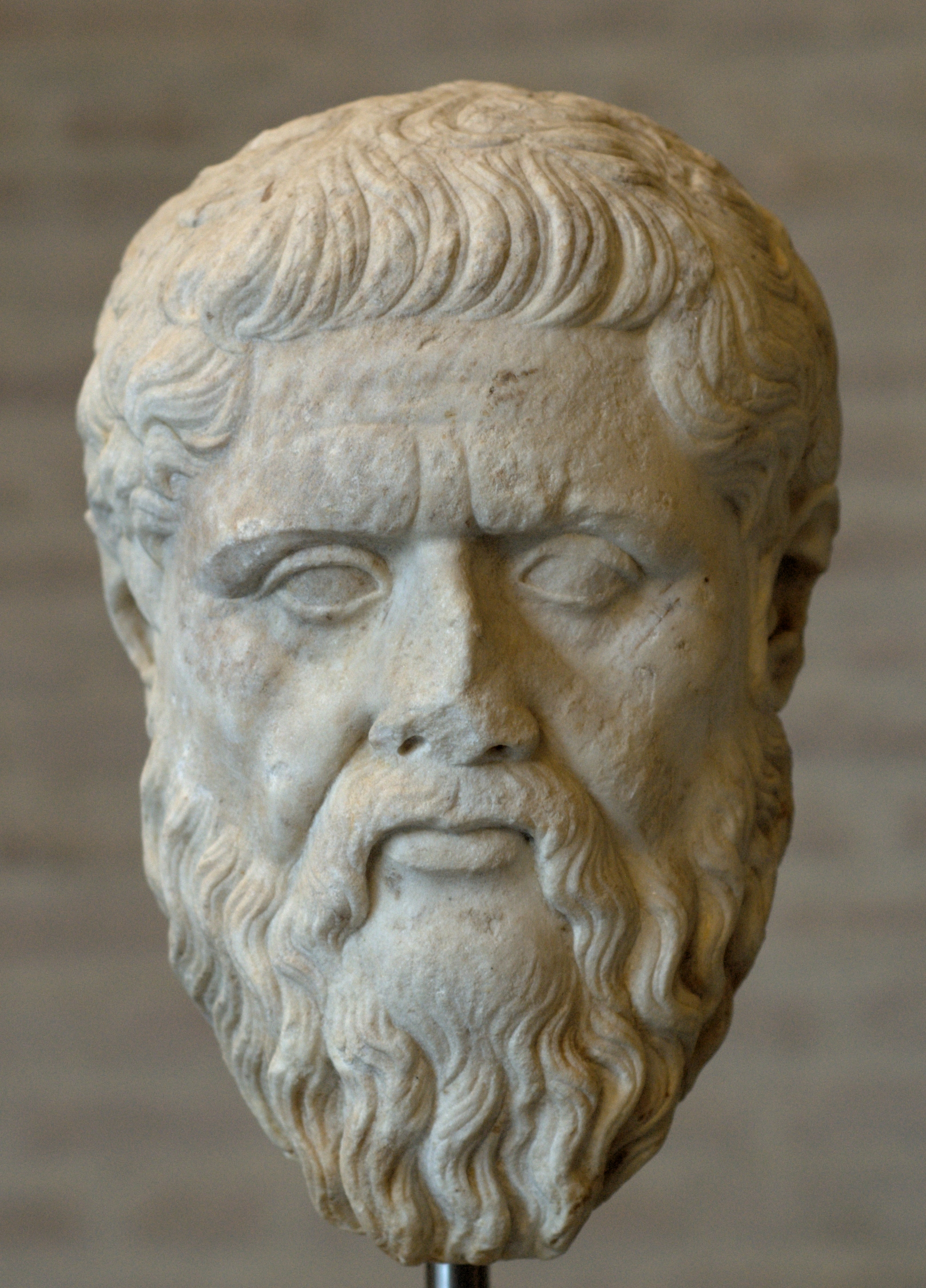
Platón

A Theaitétosz (ógörögül: Θεαίτητος) Platón egyik időskori dialógusa. A dialógusban a filozófus visszatért korai ellenkritikus dialógusainak formájához: újra a régi Szókratész, definícióra irányuló kérdésfeltevését, valamint az ilyen kérdések megválaszolásának látszólagos lehetségességét állítja a középpontba.
Ebben a dialógusban Platón megkísérelte meghatározni a tudás általános formáját. A Theaitétosz tudásfogalma nem az ideák ismeretére vonatkozik, és nem is matematikai ismeretre, hanem a minket körülvevő világ dolgaira úgy általában. A dialógusban a tudás hármas felosztásáról olvashatunk, azonban végső választ arra, hogy pontosan mi is a tudás nem kapunk.

## A Theaitétosz helye a platóni-életművön belül
A Theaitétosz zárszavában Szókratész azzal búcsúzik beszélgetőtársától, Theodórosztól és az ifjú Theaitétosztól, hogy másnap majd folytathatják a beszélgetést, de most sietnie kell annak a pernek a tárgyalására melyet Melétosz indított ellene. E megjegyzés egyértelműen megjelöli e dialógus helyét a platóni életműben. További információkkal szolgál a dialógus helyére a platóni életműben A szofista című mű – ahol arról olvashatunk, hogy a beszélgetés a Theaitétosz dialógus eseményeinek másnapján történt.
A Theaitétoszban Szókratész jelenléte és dominanciája a korai platóni dialógusokra emlékeztet, s ugyancsak a korai dialógusok világát idézi az eredménytelen, aporetikus végződés is. A korai dialógusok egyik jellegzetessége ugyanis az volt, hogy Szókratész beszélgetőtársainak egy-egy fontos kérdést tett fel, melyre a beszélgetőtársak a többszöri próbálkozás ellenére sem tudtak válaszolni. Azonban nemcsak, hogy válaszolni nem tudtak, de Szókratész még abban is elbizonytalanította őket amelyben korábban szilárdul hittek. A Theaitétosz is egy aporiában végződik, pontosan úgy ahogyan a korai dialógusok: Szókratésznek végül nem tudták a beszélgetőtársak megmagyarázni, hogy mi is a tudás. A dialógus alaposabb elemzéséből azonban kitűnik, hogy a Theaitétosz nem sorolható a korai szókratikus dialógusok közé: témájában nem kapcsolódik az etikai hangvitelhez, nélkülözi a korai dialógusok egyik fő jellegzetességét az elenkhoszt (cáfolatot). A Theaitétosz, a fentieket figyelembe véve valószínűleg A szofista és az Államférfi előtt, de az Állam és a Phaidrosz után íródott, nagyjából ugyanakkor, amikor a Parmenidész
Főbb jellemzők melynek alapján a Theaitétosz dialógust a kési platóni munkák közé sorolhatjuk:
1. A Theaitétoszban Szókratész figurája mögött Platón gondolkodása, személyisége fedezhető fel.
2. A korai dialógusokkal ellentétben itt nem találkozunk etikai fogalmak meghatározásaival.
3. Míg a korai platóni dialógusok egyik fő jellegzetessége az elenkhosz alkalmazása, itt a bábáskodó-módszerrel találkozunk.
4. A szókratikus dialógusok aporiája végtelenül reiterálható, a Theaitétosz dialógusban a helyes módszer birtokában nem.

## A dialógus felépítése

### Bevezetés
A dialógus kerettörténetét Szókratész két megarai barátjának – Eukleidésznek és Terpiszónnak – a találkozása és beszélgetése képezi. A beszélgetés valamikor i. e. 369-ben történt, nem sokkal azután, hogy Theaithétosz a megarai ütközetben megsérült. Eukleidész egy könyvet ad át Terpiszónnak, mely egy harminc évvel korábban lezajlott beszélgetést tartalmaz. A beszélgetés résztvevői Szókratész, Theaitétosz és Theódorosz. Theaitétosz és Theódorosz a Platón által nagy becsben tartott matematika tudományát képviselik. Theodórosz személyéről nem tudunk sokat, Theaitétoszt viszont több ókori forrás is említi, valamint azt is tudni róla, hogy Platón Akadémiáján dolgozott. Kettejüket tartják az algebrai irracionalitás, vagy - tudománytörténetileg pontosabban - az inkommenzurabilitás elméletének az első kidolgozóinak.
A dialógus bevezetőjében Szókratész és Theodórosz találkozójáról olvashatunk, ahol Szókratész afelől érdeklődik, hogy a mai fiatalok kellő figyelmet szentelnek-e a matematikának. Theodórosz dicséretek közepette beszámolt egy különleges, tehetséges ifjúról Theaitétoszról, ezzel felkeltve Szókratész kíváncsiságát aki meghívta az ifjút egy beszélgetésre. A beszélgetés a tudás meghatározására tett kísérlettel kezdődik: Szókratész felkéri Theaitétoszt, hogy próbálja meg meghatározni, hogy mi a tudás. Theatétosz különböző meghatározásokat ad: „Véleményem szerint tudás mindaz, ami Theodórosztól megtanulható, a mértan és amiről az imént szó esett, s emellett a cipészmesterség, s a többi mesterember mestersége is. ez mind összesen és külön-külön nem más mint tudás.” Szókratész azonban egyik meghatározást sem fogadta el, és egy analógia segítségével cáfolta. Ha az agyag mibenléte érdekelte volna, mondta, nevetséges lett volna az agyag különböző fajtáit felhozni válaszként, hiszen olyasvalakiről, aki nem tudja, úgy általában, hogy mi is az agyag, nem várható el, hogy tudja mi a téglavető anyaga. Ha pedig az asztalosmesterség annak a tudásában áll, hogy hogyan készítsünk dolgokat fából, Szókratésztől nem lehet elvárni, hogy tudja mi az asztalosmesterség, ha egyszer nem tudja a választ arra, hogy mi a tudás. Theaitétosz kiegészíti Szókratész példáját, s ez a magyarázat tulajdonképpen egy metodikai kitérő, melyben a két beszélgető a vizsgálódás módszerét és a definíció típusát mutatta be.
A Theaitétosz dialógus 147 d – 148 b közötti szakasza az eddigi ismereteink szerint az első olyan matematikai szöveghely, amely az inkommenzurabilitás elméletét tárgyalja, de egyben az első hosszabb matematikai szövegek egyike is. A dialógusban olvasható történet szerint Theodórosz eseti bizonyítását adja a √3, √5,… √17 irracionalitásának, majd Theaitétosz ezeket a bizonyításokat általánosítja. Theodórosz azt bizonyítja – egy számunkra ismeretlen eljárással – , hogy 3, 5, 17 négyzetláb területű négyzetek oldalai nem összemérhetők az 1 négyzetláb területű négyzet oldalaival. Theaitétosz a Theodórosz által felsorolt eseteket általánosítva, azt a következtetést vonta le, hogy azon négyzetek oldalai, melyeknek területe nem fejezhető ki négyzetszámmal, lineárisan nem mérhetők össze egy láb hosszúságú szakasszal, viszont négyzetesen már összemérhetők. Így kétféle szakaszról lehet szó: lineárisan összemérhetőről és négyzetesen összemérhetőről. Az ókori görög matematika így fogalmazta meg azt, hogy a négyzetszámok négyzetgyöke egész, a téglalapszámoknak nevezett számok négyzetgyöke irracionális szám.

#### Szókratész bábáskodó módszerének a leírása
Theaitétosz arról panaszkodik, hogy nem tud Szókratész kívánalmainak megfelelően fogalmazni. Szókratész a szülés fájdalmaihoz hasonlítja Theaitétosz próbálkozásait: „A szülés fájdalmai ezek, drága Theaitétoszom: terhes vagy, nem csupán üresség van benned.” Ezután Szókratész úgy jellemzi magát, mint anyjának a bábasszony Phainareté mesterségének a folytatóját. Elmondása szerint a jó bábaasszony azok a nők közül kerül ki akik már nem alkalmasak a szülésre. A bába azonban nem lehet meddő nő – mivel „az emberi természet erőtlenebb annál, hogy bármilyen mesterséget saját tapasztalat híján sajátítson el”. Az ideális bábák azok aki életkoruk folytán nem szülhetnek több gyermeket. Ezért van az, hogy Szókratész is csak kérdez, de sohasem válaszol: ő csak segít a tudás születésében, magát azonban terméketlennek tartotta.
A bábaasszony az aki a leginkább meg tudja állapítani a terhességet és ugyancsak ő az aki gyógyfüvekkel, és ráolvasással képes a szülés megindítására és annak fájdalmainak az enyhítésére. Ha pedig akarják vetélést is előidézhetnek. A bábák másik tulajdonsága az, hogy ők tudják a legjobban melyik asszony melyik férfival nemzhet kiváló gyermeket. Szókratész elmondása szerint az ő bábáskodása csak annyiban tér el a szülésznők bábáskodásától, hogy ő nem nőknek segít gyereket szülni, hanem férfiaknak segít, de nem a testük, hanem a lelkük születésénél.
A szókratészi bábáskodó módszerrel a tanítványok a mesterétől semmit sem tanulnak, hanem maguktól fedezik fel, hozzák a világra a „szép dolgot”. A jó bába megválasztása elengedhetetlen dolog, ha nincs valaki aki irányítsa a „szülést” a magzat elvetél: „Hogy világosabb legyen: sokan vannak, akik ezzel mit sem törődtek, s azt hitték, hogy maguk is képesek minderre, engem semmibe vettek, és önszántukból, vagy másokra hallgatva idő előtt elhagyták a társaságomat. S miután engem elhagytak, silány társaságba kerültek, s ami bennük volt elvetélt, s az általam világra segített magzatokat pedig a rossz gondoskodásukkal tették tönkre, mivel az igaznál nagyobbra becsülték a hamisat és az árnyékképet. ”
A szókratészi bábáskodás során a tanítványok épp olyan fájdalmas vajúdáson esnek át mint a nők a gyermek születésekor: „mert ha rájuk jön a vajúdás, akkor éjjel-nappal tanácstalanul gyötrődnek, jóval tanácstalanabbul, mint a nők. Nohát: az ők szülési fájdalmaiknak a beindítása és csillapítására képes az én mesterségem.” Ugyancsak a női bábákkal hasonlóan a nem várandósakat Szókratész is megpróbálja „kiházasítani”: mindegyiket a neki legmegfelelőbb tanítómesterhez (bölcshöz) küldi.

## Első definíció – A tudás: érzékelés
Theaitétosz első definíciója szerint a tudás: érzékelés. E meghatározás szerint minden érzékelés tudás és egyben minden tudás érzékelés. Hogy ezt a tézist megvilágítsa, Szókratész arra a kérdésre keresi a választ, hogy milyennek kell lennie és milyen lehet az érzékelés ahhoz, hogy valóban azonosnak tekintsük a tudással. A kérdés megválaszolásához két régebbi görög filozófust hív segítségül: Prótagoraszt a homo mensura tételével (minden dolog mértéke az ember) és Hérakleitoszt a panta rei (minden mozgásban van) tanításával. Theaitétosz, Hérakleitosz és Prótagorasz téziseinek az összekapcsolása valamint Szókratész bábáskodó mesterségének köszönhetően egy radikálisan relativista tétel születik a későbbiekben. Szókratész azt vizsgálja: mi is az érzékelés? Pontosabban a vizsgált kérdés az, hogy milyen szálak fűzik az embert az őt körülvevő külvilághoz.

### A „homo mensura” tétel magyarázata és cáfolata
Szókratész Theaithétosz a tudásra adott első tételét (ti. a tudás: érzékelés) Prótagorasz homo mensura tételéhez hasonlította. A homo mensura tételt pedig a következőképp magyarázta: minden egyes ember számára minden egyes dolog valóban olyan, amilyennek neki látszik. Következésképp a dolgok a valóságban mindenkinek olyanok, amilyennek ő maga látja és ahogyan azokat érzékeli. Így mindenkinek az számít valóságnak amit ő maga valóságnak tart.
A korábban felvetett kérdésre, hogy mely dolgok (kremata) létének és nem–létének, valóságos és nemvalóságos voltának mértéke az ember, két válasz adható: vagy mindennek, vagy csak az érzéki benyomásoknak. Az első válasz radikális és általános, a második csak az érzéki benyomásokra érvényes relativizmus álláspontja. Szókratész a radikális értelmezést tulajdonította a homo mensura tételnek: az egyes ember mértéke mindannak ami van és annak is ami lesz. Tehát az embernek nemcsak érzéki benyomásai igazak és valósak, hanem érzései, érzelmei, vágyai, gondolatai is.
Az érzéki relativizmus szemléltetésére Szókratész a szél, a hideg és az egyes ember viszonyát vizsgálta. A példa szerint az a tény, hogy a szél hideg-e, vagy meleg valóban csak azon múlik, hogy az illető hidegnek érzi-e vagy sem. Továbbá előfordulhat, hogy ugyanakkor, ugyanazon szélben az egyik ember fázzon a másiknak meg melege legyen. Prótagorász tétele tehát sérti az ellentmondásmentesség elvét (ugyanaz az állítás nem lehet egyszerre igaz és hamis is). Mindebből pedig az következik, hogy a dolgok létezése vagy nem létezése nem függ az egyes embertől, az érzékelésből származtatott tudás nem mások, mint érzéki benyomások.

### A „panta rei” tétel magyarázata és cáfolata
Prótagorasz homo mensura tétel szókratészi értelmezése egy újabb kérdést eredményezett: milyen az a világ, amelyben a dolgoknak önmagukban nincsenek tulajdonságaik? Szókratész erre a kérdésre megfogalmazott válaszként hozta fel Hérakleitosz tanítását. Az, hogy önmagában semmi sem egy vagy valamilyen – csupán valaki számára – azt a következtetést vonta le, hogy nincs semmi ami „mindig van”, hanem mindig „minden keletkezik”. Azonban ha mindig minden mozgásban lenne, akkor minden értelmes állítás, definíció, stb. legcsekélyebb lehetősége is megszűnne.

### A prótagoraszi–hérakleitoszi tételek alapján történő leírás az érzékelésről
Ha minden mindig változásban van, akkor az érzetminőségek sem rendelkezhetnek állandó léttel, az érzékek nem a tárgyakban és nem is bennünk vannak, hanem a kettő viszonyában. Ha a tárgyak és mi magunk is állandó változásban vagyunk (lassú változás), s a két lassú változás (aktív és passzív) kölcsönhatásra lép egymással, akkor gyors változások (mozgások) jönnek létre a kölcsönhatásból. Ez az érzékelés: egyrészt az érzetek, másrészt az érzettárgyak.

### A viszonylagosság rejtélyei
Szókratész két példát hoz fel: a hat kocka több a négy kockánál de kevesebb a tizenkettőnél; Szókratész magasabb Theaitétosznál azonban jövőre valószínűleg kisebb lesz.
Sem a négy kocka sem Szókratész nem változik mégis más dolgokhoz viszonyítva úgy tűnik, hogy egyszer ilyen (kevesebb/magasabb) máskor meg olyan (több/alacsonyabb) lenne.

## Második definíció – A tudás: igaz vélemény
Theaitétosz második definíciója a tudásra az, hogy a tudás: igaz vélemény. Szókratész reakciója Theaitétosz definíciójára pedig az, hogy ha van igaz vélemény akkor létezik hamis vélemény is. A következőkben a filozófust ezt szeretné vizsgálatnak alávetni, ezért a hamis vélemény lehetőségét firtató apóriákat fogalmazott meg.

### Első aporia: a vélemény és a tudás tárgya
Szókratész szerint vagy ismerünk egy dolgot, vagy nem, tehát lehetetlen az, hogy ismerünk is egy dolgot meg nem is. Mindez azt jelenti, hogy a tudás tárgya közvetlen kapcsolatban kell legyen a megismerővel. Ha nem ismerünk valamit akkor arról véleményünk sem lehet, tehát a hamis vélemény akkor keletkezik amikor valamilyen értelemben két dolog felcserélődik. Szemléltetve a következőképpen néz ki: a azonos b–vel, ami azt jelenti, hogy a-t összetévesztettem b-vel. Azonban, ha jól ismerem a-t akkor tudom, hogy a csak a–val lehet azonos.

### Második aporia: a hamisság mint nem-lét
Szókratész második aporiája a következő: aki bármivel kapcsolatban olyasmit gondol, ami nincs, az hamis véleményt alkot. Azonban lehetséges, hogy valaki olyasmit gondoljon, ami nincs. Ilyenkor az illető olyasvalamire gondol ami nem igaz.
Olyasmit gondolni ami nincs kétféleképpen lehet. Egyrészt „önmagában”: ez nem más mint magára a Nem-Létezőre gondolni. Másrészt relatív értelemben: például „Szókratész azonos Theaitétosszal” mondat nem igaz, tehát valamelyik dologról azt állítjuk, hogy nincs. Érthetőbben a „Theaitétosszal-való-azonosság” létezőre utal Theaitétosz viszonyában, azonban nemlétezőre utal Szókratész viszonyában. Ennek megfelelően a hamis vélemény: amikor egy bizonyos dolog viszonyában nem-létezőre gondolunk. Azonban az érzékelés nem irányulhat nem létezőre, tehát a véleményalkotás tárgya sem lehet nem-létező dolog. Ahogyan „Szókratész-viszonyában-nem-létező-fekete-szín” nem látható úgy „Szókratész-viszonyába-létező-Theaitétosszal-való-azonosság” nem elgondolható. Tehát ha olyasmire gondolunk ami nincs akkor a semmire gondolunk.

### Harmadik aporia: az alledoxia
Az alledoxia (másra gondolás) apórája a következőképpen hangzik: az illető akkor gondol igazat, ha mindig arra gondol ami van. Azonban előfordul, hogy az elme eltéveszti célpontját és egy másik létezőt ragad meg, azaz két létező dolgot felcserél. Ez azonban lehetetlen, mivel ha két dolgot felcserélünk akkor mindkét dologra gondolnunk kell, így elméletileg lehetetlen, hogy az egyiket a másiknak nézzük (senki sem tévesztheti össze a csúnyát a széppel, a tehenet a lóval, a páros számot a páratlannal, stb ha ismeri őket).

### Viasztábla hasonlat
A viasztábla hasonlat az előbbi kifejtett aporiákra próbál meg választ adni. Tegyük fel, hogy az előbb tévedtünk, és bizonyos értelemben mégis lehetséges, hogy egy általunk ismert dolgot egy általunk nem ismert dolognak véljünk. Ha a lelket egy viasztáblához hasonlítjuk a benyomásaink lenyomatát megőrzi – ezt nevezhetnénk tudásnak. Hamis véleményt akkor alkotunk, amikor egy aktuális érzéki benyomásunkat nem a neki megfelelő benyomattal párosítunk, hanem egy másik lenyomatba illesszük a képet. A hamis véleményre azonban ez a modell nem ad magyarázatot, ugyanis ha valaki azt hiszi, hogy 5+7=11, az úgy véli, hogy a 11 azonos a 12–vel, tehát téved pedig ebben az esetben nem szélhetünk érzéki lenyomatról. Most azonban a korábbi aporiához jutottunk vissza, ahhoz, hogy egy ismert dolgot egy másik ismert dolognak véljük.

### Kalicka a lélekben
Platón szerint a tudás birtoklásának két fajtát különböztethetjük meg: mikor a tudás ugyan az egyén birtokában van, de nem áll konkrétan a rendelkezésére. A másik esetről akkor beszélhetünk amikor a tudás az egyén birtokában van, rendelkezésére áll és fel is használja. Ha a lelket úgy fogjuk fel mint egy kalitka, a benne levő tudást pedig a kalitkába zárt madarakra hasonlítjuk akkor előfordulhat, hogy az egyik ismeret helyett egy másikat ragadunk meg. Csakhogy értelmetlen azt állítani, hogy egy adott ismeret birtoklása felelős lenne azért, hogy hamis véleményt alkossunk a tárgyról. Ezen a problémán az sem segít ha nem-tudás madarakat is elhelyezünk a kalitkába, mivel ebben az esetben végtelen regresszushoz jutunk: tudásokra és nem-tudásokra vonatkozó ismeretekre lenne szükség.

### Negyedik aporia: az igaz vélemény és a tudás nem lehet azonos
Miután a véleményalkotás és a doxa természetét Szókratész többször is megvizsgálta, arra következtetésre jutott, hogy van olyan igaz vélemény amely nem tudás. Példaként a bírósági gyakorlatot hozta fel, ahol a bíráknak általában nincs arra lehetőségük, hogy valódi tudásra tegyenek szert, és meg kell elégedniük az igaz vélekedéssel.
Szókratész, hogy bebizonyítsa, hogy az igaz vélemény nem azonos a tudással arra mutatott rá, hogy egy megtörtént esemény kapcsán ismerettel csak az rendelkezhet aki jelen volt a szóban forgó eseménynél: a szemtanú. Tehát az ismereteink előfeltétele a tapasztalás: a bírák esetében pedig nem beszélhetünk saját tapasztalásról, hiszen a bírák a tanúk elmondásaira támaszkodnak az ítélethozatalban. Mindez azt jelenti, hogy a bírák nem rendelkeznek igaz ismerettel, de rendelkezhetnek igaz véleménnyel.
A korábban leírt aporiákban Szókratész bebizonyította, hogy a tudás nem lehet azonos az érzékeléssel és a tapasztalással. Ennek ellenére ebben az aporiában arról beszélt, hogy igaz ismerettel csak a szemtanú rendelkezhet, aki érzéki tapasztalat révén szerezte a tudását. Így választ ismét nem kapunk, azonban bizonyítást kapunk arról, hogy az eddigi elméletek egyike sem lehet helyes.

## Harmadik definíció – A tudás: kifejtett igaz
Theaitétosz harmadik definíciója szerint: „a kifejtett igaz vélemény a tudás, míg a kifejtés nélküli kívül esik a tudáson. Amit nem lehet kifejteni, az nem megismerhető…” Szókratész a „megismerhető” és „megismerhetetlen ”, közti különbségre lenne kíváncsi, Theaitétosz azonban nem tudja a választ. A probléma megvilágosítsa érdekében Szókratész egy álmot mesél el. A „Szókratész álma” néven ismert elmélet a világ két különböző szintjét különíti el.: a dologi és a nyelvi szintet. A dologi és a nyelvi szinten további két-két rendet találunk: az egyszerű dolgokat, illetve nyelvi formákat és az összetett dolgokat, illetve nyelvi formákat, amelyek egymással fedésbe hozhatóak.
A világ elsődleges dolgai (ta próta) az alapelemek. Ezek az alapelemek rendelkeznek névvel, de róluk nem állítható más ezért kifejteni sem lehet őket (nincs logoszuk). Mivel nem lehet kifejteni őket következik, hogy nem megismerhetők de ez nem jelenti azt, hogy teljesen hozzáférhetetlenek mivel lehet őket érzékelni. A világ dolgai, az összetett dolgok az alapelemek összekapcsolódásából jönnek létre. Az alapelemek összekapcsolódásának neveik összekapcsolódása feleltethető meg, és éppen ez, az alapelemek neveinek az összekapcsolódása a kifejtés (logosz). Az összetett dolgoknak tehát kifejtésük van, és ezáltal megismerhetőek, vagy igaz véleményt lehet kialakítani belőlük. Az alapelemek és az alapelemekből létrejövő összetett dolgok viszonyát a betűk és a betűkből létrejövő komplex struktúrák viszonya példázza. A logosz tehát, mint a megismerhetőség kritériuma, nevekből álló összetett nyelvi kifejezés.

### Alogoszjelentése a definícióban
Miután Platón az episztemét sem érzékelésként, sem igaz véleményként nem sikerült definiálnia, megpróbálta logosszal ellátott, vagy logosszal párosult (meta logu) igaz véleményként meghatározni. A logosz értelmezésének három különböző módját vizsgálta meg (a kifejtés, az elemek felsorolása, illetve annak megadása, hogy miben különbözik a tárgy minden egyébtől). A logosz nem lehet beszéd, mert erre mindenki képes. A logosz nem lehet „az alkotóelemek felsorolása”, mert az az igaz véleményhez elengedhetetlen. Az ismertetőjel megadása mely segítségével egy dolgot meg tudunk különbözteti a többitől, ugyanazzal a problémával küzd , mint az igaz vélemény mivel az is erre a megkülönböztető jelre vonatkozik. Ha pedig a logosz azt jelentené, hogy az ismertetőjelre vonatkozó igaz véleményhez csatoljuk az ismertetőjelre vonatkozó igaz véleményt, az értelmetlen lenne; ha viszont az jelentené, hogy az ismertetőjelre vonatkozó tudást csatoljuk, akkor a tudást a tudás által határozzuk meg.